# 行政主席 (琉球政府)
行政主席（英語：Chief Executive；日语：／ Gyōsei syuseki）是美國治理琉球時期所設立的琉球政府的行政首長，名義上行政主席擁有琉球政府的行政權，不過實際的權利是由琉球列島美國民政府所控制，行政主席只能在美國民政府限制的範圍下行使權力。

## 地位與職務
依據美國民政府第13號命令「琉球政府的設立」及美國民政府令第68號「琉球政府章典」所設置。

### 地位
為琉球政府行政府的全權代表，於「琉球政府公務員法」中為特別職的公務員，不得在琉球政府以外國家政府中兼任職務。
擔任資格
- 滿35歲以上，至少在琉球居住五年以上，並具有戶籍。
- 有行賄、受賄、偽證及其他違犯道德的行為紀錄者不得擔任。

### 職務與權限
- 負責行政府的管理營運，並在美國民政府的同意的下任命行政府職員。
- 制訂法令。

與議會的關係
行政主席如果對立法院的決議、預算案有異議，可以行使否決權，呈具理由後送回立法院；如果立法院以三分之二以上的議員再度表決通過，就必須交由美國民政府的民政副長官（後改由高等專務員）決定。
同時，行政主席具有法案提出建議權和議會解散權，與日本都道府縣知事和市町村長的權限有很大的差異。

## 行政主席選出辦法
- 1952年～57年　美國民政府直接任命。
- 1957年～61年　立法院議員協商提議後，交由美國民政府任命。
- 1962年～65年　美國民政府提出名單交由立法院選擇，再由美國民政府任命。
- 1965年～68年　由立法院議員間接選舉產生。
- 1968年～72年　由琉球列島居民直接選舉產生。

## 歷任行政主席

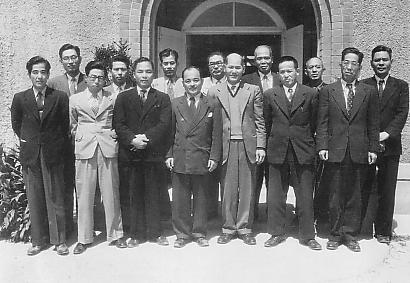
第一任琉球政府行政主席與各局長之合照

- 第一任：比嘉秀平（1952年4月1日～1956年10月25日）
- 第二任：當間重剛（1956年11月11日～1959年11月10日）
- 第三任：大田政作（1959年11月11日～1964年10月30日）
- 第四任：松岡政保（1964年10月31日～1968年11月30日）
- 第五任：屋良朝苗（1968年12月1日～1972年5月14日）

## 外部連結
- 沖繩縣公文書館 （页面存档备份，存于）